# 滨海博略
滨海博略（法語：Beaulieu-sur-Mer，法語發音：[boljø syʁ mɛʁ]）是法国滨海阿尔卑斯省的一个市镇，位于该省中南部，地中海海滨，属于尼斯区。

## 地理
滨海博略（43°42'25"N, 7°19'53"E）面积0.95 平方千米，位于法国普罗旺斯-阿尔卑斯-蓝色海岸大区滨海阿尔卑斯省，该省份为法国东南部沿海省份，南濒地中海，西南至瓦尔省，西北接上普罗旺斯阿尔卑斯省，北部和东部与意大利接壤。
与滨海博略接壤的市镇（或旧市镇、城区）包括：圣让卡普费拉、滨海自由城。
滨海博略的时区为UTC+01:00、UTC+02:00（夏令时）。

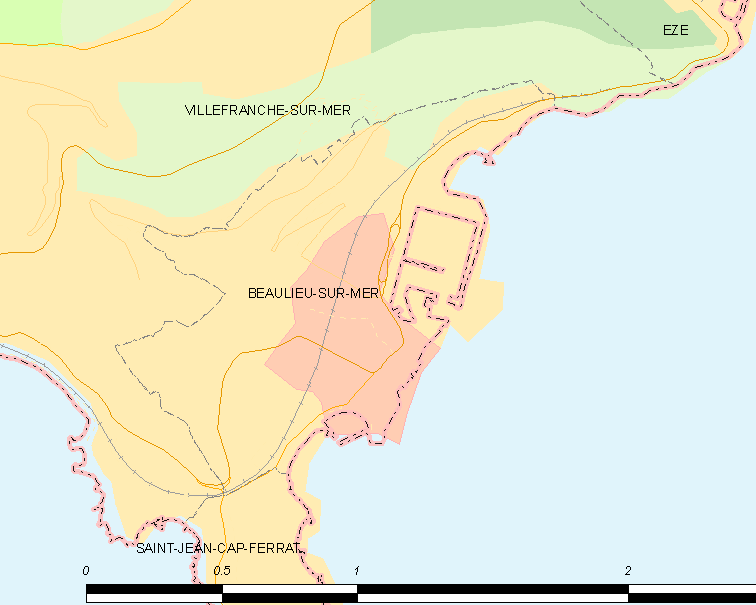
滨海博略的OSM定位图

## 行政
滨海博略的邮政编码为06310，INSEE市镇编码为06011。

## 政治
滨海博略所属的省级选区为博索莱伊县。

## 人口

1962-2008年间滨海博略人口变化图示

滨海博略于2022年1月1日时的人口数量为3835人。

## 友好城市
- 美国 坦佩